# 連邦情報処理標準
連邦情報処理標準(れんぽうじょうほうしょりひょうじゅん) または連邦情報処理規格(れんぽうじょうほうしょりきかく)、略称FIPS (Federal Information Processing Standard(s)) は、アメリカ国立標準技術研究所 (NIST) が発行している標準規格で、軍事以外全ての政府機関及び請負業者による利用を目的として米国連邦政府が開発した公式発表の情報処理標準規格である。
多くのFIPS標準規格は、ANSI、IEEE、ISO等のより幅広い団体で使われる標準規格を一部変更したものである。
いくつかのFIPS標準規格はもともと、米国政府が開発したものでもある。例えば国コードのような符号化データの標準規格や、もっと重要な、Data Encryption Standard (DES / FIPS 46)及びAdvanced Encryption Standard (AES / FIPS 197)といった暗号標準規格がある。

## FIPSの例
- FIPS 5-2: 州コード (State Codes)
- FIPS 6-4: 郡コード (County Codes)[注釈 1]
- FIPS 10-4: 2文字 国コード (Two Letter Country Codes)
- FIPS 46: データ暗号化標準 (Data Encryption Standard; DES)
- FIPS 55-3: 場所コード (Place Codes)[注釈 2]
- FIPS 140-2: 暗号モジュールのためのセキュリティ要求 (Security Requirements for Cryptographic Modules)
- FIPS 197: 新暗号規格 (Advanced Encryption Standard; AES)
- FIPS 201: 個人識別情報の検証 (Personal Identity Verification)